# Ernest Townsend
Pour les articles homonymes, voir Townsend.
Ernest Townsend (1er janvier 1880 - 22 janvier 1944) est un portraitiste anglais né et mort à Derby,.
Townsend étudia à l'école d'art de Derby, à l'école Heatherley de Chelsea et à l'Académie royale. Parmi ses œuvres notables figure un portrait de Winston Churchill en 1915, alors qu'il était Premier Lord de l'Amirauté. Ce tableau se trouve maintenant au Club libéral national à Londres.
Townsend fut chargé de concevoir un camouflage pour les toits des usines de moteurs d'avion Rolls-Royce de Derby afin que vues des bombardiers allemands elles ne se distinguent pas d'un simple village.

## Biographie

### Premières années
Ernest Townsend naquit à Derby dans Parliament Street, benjamin des cinq enfants de James Townsend. Son père était carrossier pour Holmes of Derby (plus tard Sanderson & Holmes). Les Townsend exerçaient la profession de carrossier depuis au moins trois générations. Le grand-père d'Ernest, William, était parti de Bitton dans le Gloucestershire pour Derby à la fin des années 1850. À huit ans, Ernest était gardé par sa sœur aînée.
Il fit ses premières classes à l'école d'Abbey Street et à quatorze ans il fut placé en apprentissage dans un cabinet d'architectes, Wright and Thorpe (devenu T. H. Thorpe Associates), établi au 23 St James Street à Derby. Thomas Harrison Thorpe se rendit compte immédiatement des capacités artistiques de Townsend et une amitié indéfectible se développa entre eux.

### École Heatherley et Académie royale
Les prédispositions de Townsend se confirmèrent et il finit par abandonner complètement l'architecture pour suivre à temps plein une formation aux beaux-arts à l'école Heatherley de Londres. Il enchaîna sur une formation de cinq ans dispensée par les écoles de l'Académie royale. Il resta inscrit en tant qu'étudiant à l'école de peinture jusqu'en janvier 1907. Parmi ses maîtres d'alors figurent John Singer Sargent et Lawrence Alma-Tadema et parmi ses amis Aubrey Beardsley, Alfred Munnings, Augustus John et Laura Knight. Townsend exposa 15 tableaux à l'Académie de 1910 à 1937.
Étudiant désargenté, il vivait avec son frère William Paulson Townsend, devenu maître de dessin à l'École royale de broderie (Royal School of Needlework) et qui travaillait comme auteur ou éditeur pour diverses publications artistiques. Ernest complétait ses revenus par des travaux de dessin pour ces magazines, en particulier pour Art Worker's Quarterly.
En 1904 il gagna la bourse Landseer de l'Académie royale pour la peinture de personnage et en 1905 le prix Creswick de l'Académie pour Willows and Weeds (« Saules et herbes »), un tableau que sa famille donna à la galerie d'art de Derby après sa mort.

### Retour à Derby
En 1907, il quitta Londres. Après avoir passé quelque temps à Paris et aux Pays-Bas, il retourna à Derby où il avait un atelier sur Full Street, tout en habitant à proximité de Coxbench. En 1912, Townsend, comme ses amis Alfred Munnings et Laura Knight, représenta la Grande-Bretagne aux Jeux olympiques de Stockholm en présentant un tableau à l'exposition d'art olympique. 
À 25 ans, Townsend se vit commander un portrait de son ancien maître à l'école d'art, T. C. Simmonds. Plus tard ce portrait fut accepté par l'Académie royale pour son exposition d'été de 1910. C'est peut-être ce succès qui entraîna une autre commande de la part de la ville, pour le portrait du directeur des bibliothèques et du musée et galerie d'art, William Crowther, au moment de son départ à la retraite en 1911. Bien d'autres commandes « officielles » de la ville suivirent au cours de l'existence de Townsend ; une série de portraits de maires est visible de nos jours dans la salle du conseil.

### Portrait de Winston Churchill
Le portrait peint par Townsend en 1915 de Winston Churchill quand il était Premier Lord de l'Amirauté est une commande anonyme. Ce tableau est maintenant accroché au Club libéral national à Londres,  mais seulement depuis 1944. Churchill n'était pas disponible pour le dévoiler en 1915 et quand il le fut, il n'était plus populaire au sein du Club. Le portrait fut mis de côté et ne revint à la vue du public qu'après le succès de Churchill en 1944, quand on lui demanda tardivement de le dévoiler.

### Derby Sketching Club
De même que les écoles de l'Académie s'étaient constitué leur groupe d'artistes d'élite (Munnings, Laura Knight etc.), ainsi fit Derby à une échelle plus modeste. Le Derby édouardien avait son propre groupe d'artistes du cru : Alfred John Keene (également connu pour ses belles photographies anciennes), S. H. Parkin et Frank Gresley. Ceux-là et un certain nombre d'artistes moins connus mais compétents se rencontraient via le Derby Sketching Club (« club de croquis de Derby »), vers lequel Townsend fut immédiatement attiré. Il resta membre du club pour le restant de ses jours et trouva grâce à lui un mécène, Alfred Goodey.
C'est au Club de croquis qu'il rencontra Peter Campbell et son fils Percy. Peter avait déménagé de Stockton-on-Tees pour travailler à la Bemrose Company en tant qu'artiste salarié, bien que plus tard il se soit mis à son compte. Campbell travaillait beaucoup pour la Midland Railway. L'amitié aidant, Ernest se retrouva invité chez les Campbell sur Havelock Road à Derby, ce qui était encore presque la campagne. Les trois hommes partageait un intérêt commun non seulement pour l'art, mais aussi pour la musique amateur. En cela ils étaient rejoints par la fille de Peter, Doris, pianiste accomplie qui accompagnait le violon de son père et le baryton de Townsend. Doris était aussi membre du Sketching Club. Townsend épousa Doris le 30 décembre 1912 à l'église St James de Clapham.

### Seconde Guerre mondiale
Quand Townsend mourut en 1944, certains dirent que c'était de surmenage. Il avait été occupé durant la guerre à concevoir les dessins du camouflage des usines de moteur d'avion Rolls-Royce de Derby. Ces usines fabriquaient les moteurs Merlin qui équipaient Spitfires et Hurricanes. Grâce à ses compétences, il fit en sorte que depuis les airs elles n'aient l'air de rien de plus qu'un simple village.

## Œuvres
En 1944 la galerie d'art de Derby organisa une exposition commémorative en l'honneur d'Ernest Townsend. Une partie importante de son œuvre y est abritée, même si elle n'y est pas exposée en permanence. La mort de Townsend en 1944 implique que ses œuvres ne seront pas dans le domaine public avant 2014 et que leur utilisation requiert l'autorisation du détenteur des droits. Le pub Standing Order de Derby abrite une exposition permanente de reproductions d'un grand nombre d'entre elles.

### Œuvres principales
- Exeter Bridge, Derby
- Derby Fish Market by Night
- Winston Churchill, 1915
- Scene in Market Place during Gun Week, November 18th to 23rd 1918
- A Glimpse of Derby Market Place on Carnival Day, 1926
- Hospital Carnival Day, 1935[7]

### Œuvres exposées à l'Académie royale (1910-1937)
- 1910 T C Simmonds Esq
- 1913 Arthur Smith Esq
- 1915 « And battle, death and destiny roll-on, while loving hearts beat anxiously at home. »
- 1916 A Native of Derbyshire & The Studio Doorway
- 1917 The Attic Stairs & A Derbyshire Cottage
- 1918 Gossip & Summer Morning
- 1919 The Balloon Man
- 1927 A Balloon Shop
- 1932 Hanna
- 1933 Schoolboy’s Holiday
- 1934 T Harrision Thorpe Esq
- 1937 Carnival Day in Derby